# Sân vận động Denka Big Swan
Sân vận động Denka Big Swan (デンカビッグスワンスタジアム Denka Biggu Suwan Sutajiamu), còn có biệt danh là Big Swan (ビッグスワン Biggu Suwan), là một sân vận động đa năng ở thành phố Niigata, Nhật Bản. Đây là sân nhà của câu lạc bộ J2 League Albirex Niigata và là một trong 20 sân vận động được sử dụng trong Giải vô địch bóng đá thế giới 2002. Sân đã tổ chức ba trận đấu tại World Cup 2002. Thông qua hợp đồng tài trợ, sân có tên chính thức là Sân vận động Denka Big Swan (デンカビッグスワンスタジアム Denka Biggu Suwan Sutajiamu). Sân vận động này trước đây được gọi là Sân vận động Tohoku Denryoku Big Swan cũng vì lý do tài trợ.
Sân vận động Denka Big Swan có sức chứa 42.300 chỗ ngồi. Số lượng khán giả kỷ lục được ghi nhận tại sân vận động này là trận đấu trên sân nhà của Albirex Niigata với Omiya Ardija vào ngày 23 tháng 11 năm 2003, trong ngày thi đấu cuối cùng của giải J. League Division 2 2003, với 42.223 khán giả dự khán trận đấu này.

## Giải vô địch bóng đá thế giới 2002
Sân vận động Niigata đã tổ chức 3 trận đấu tại Giải vô địch bóng đá thế giới 2002.
| Ngày                | Đội #1           | Kết quả | Đội #2   | Vòng        | Khán giả |
| ------------------- | ---------------- | ------- | -------- | ----------- | -------- |
| 1 tháng 6 năm 2002  | Cộng hòa Ireland | 1–1     | Cameroon | Bảng E      | 33.679   |
| 3 tháng 6 năm 2002  | Croatia          | 0–1     | México   | Bảng G      | 32.239   |
| 15 tháng 6 năm 2002 | Đan Mạch         | 0–3     | Anh      | Vòng 16 đội | 40.582   |